# Archiatriplex
Archiatriplex là chi thực vật có hoa trong họ Amaranthaceae.